# Kriegerdenkmal Wengelsdorf

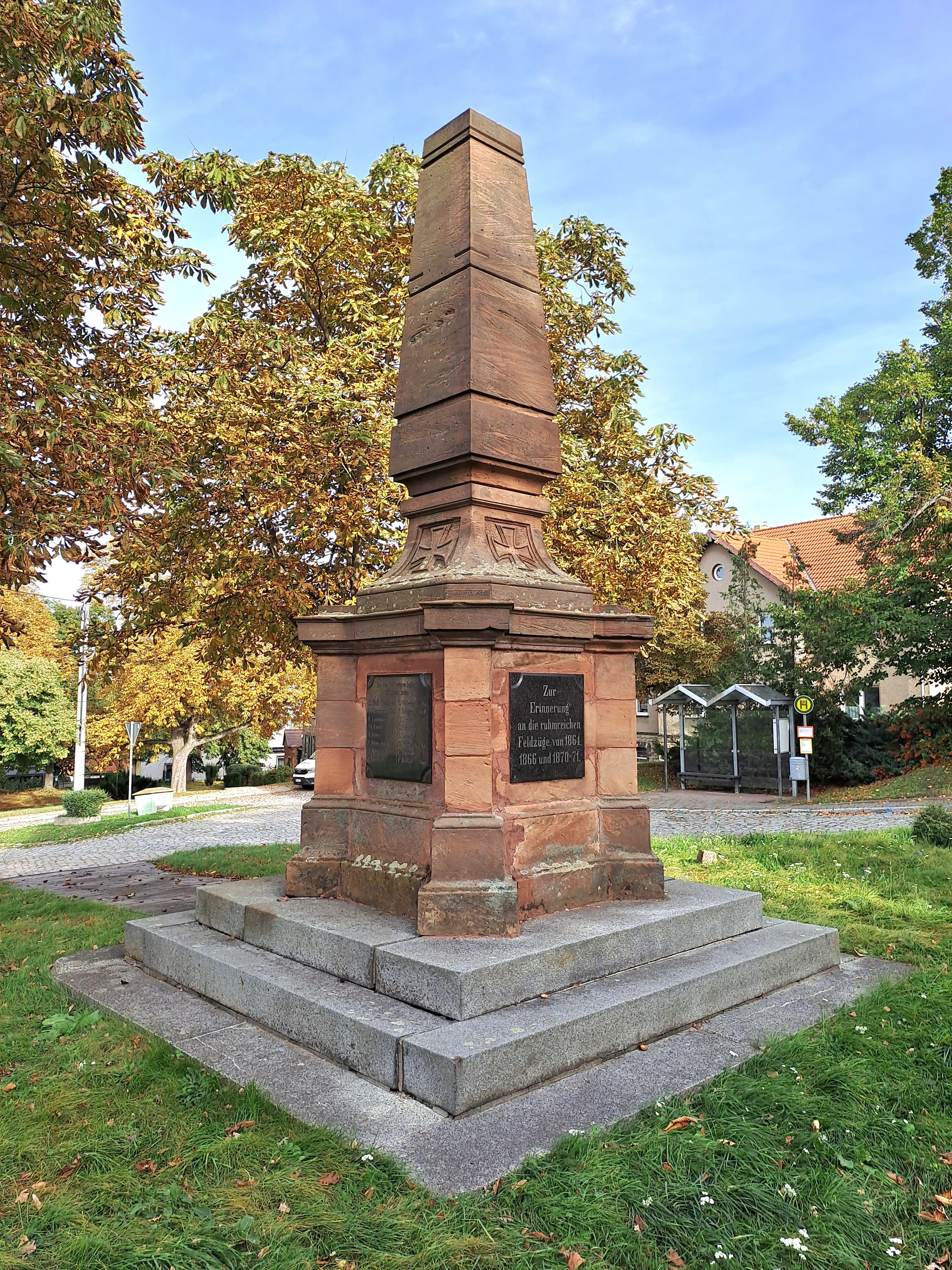
Kriegerdenkmal Wengelsdorf im Oktober 2023

Das Kriegerdenkmal Wengelsdorf ist ein denkmalgeschütztes Kriegerdenkmal im Ortsteil Wengelsdorf der Stadt Weißenfels im Burgenlandkreis in Sachsen-Anhalt, welches zentral auf dem Platz der Deutsch-Sowjetischen Freundschaft direkt gegenüber dem Rittergut Wengelsdorf und der Dorfkirche Wengelsdorf zu finden ist. Im Denkmalverzeichnis von Sachsen-Anhalt ist die Gedenkstätte unter der Erfassungsnummer 094 12166 als Baudenkmal aufgeführt.

## Gestaltung

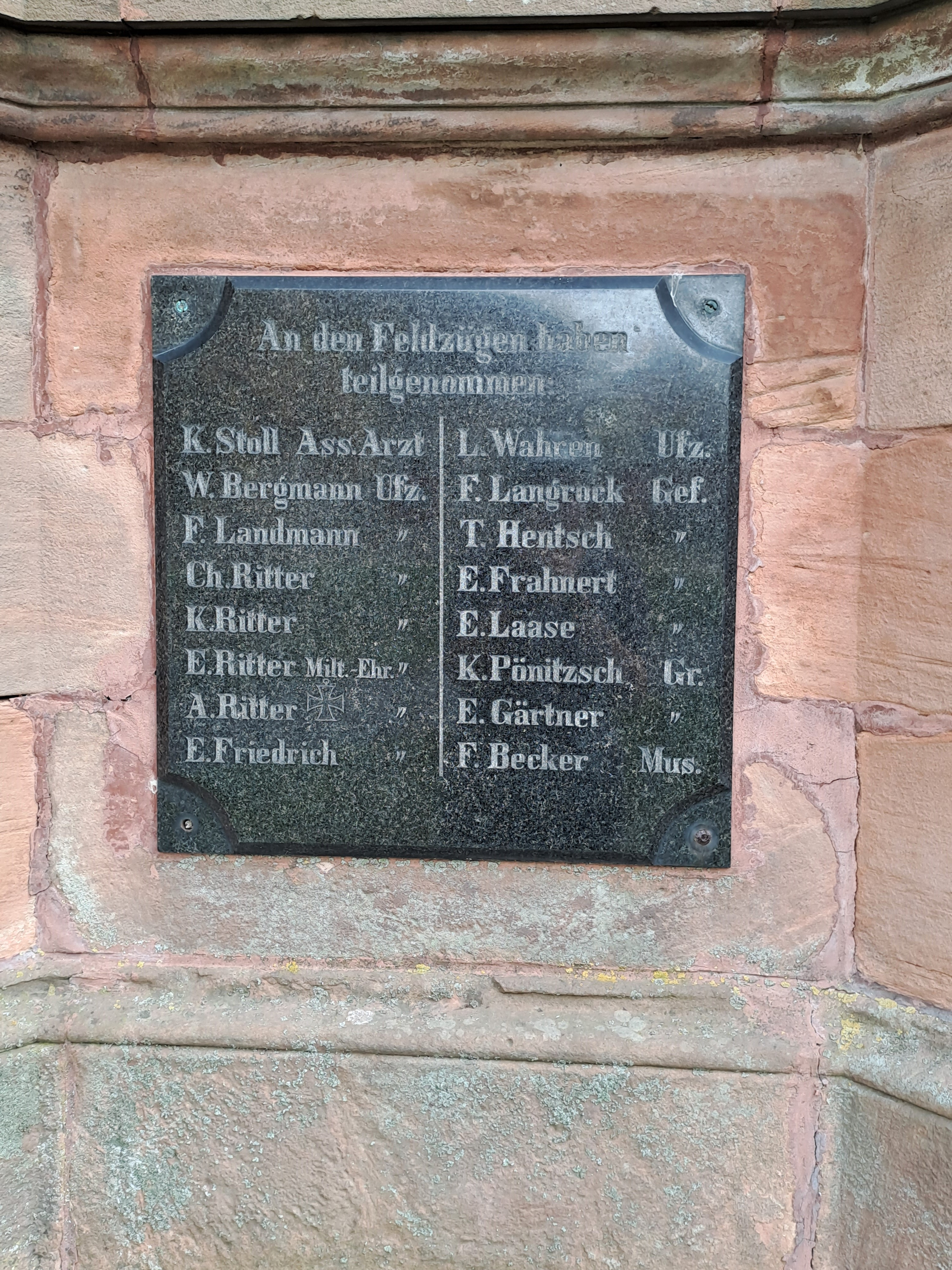
Eine der Tafeln mit Inschrift

Das freistehende Denkmal wurde am 12. September 1897 eingeweiht und ist ausgeführt in Form eines ungekrönten Sandstein-Obelisken auf einem mehrstufigen Postament. Im unteren Bereich ist der Obelisk auf allen vier Seiten mit Reliefen von Eisernen Kreuzen verziert.
Am Postament sind rundum Tafeln mit Namen von Teilmnehmern der Deutschen Einigungskriege 1864, 1866 und 1870/71 angebracht. Die ursprünglich drei Tafeln wurden später um eine vierte Tafel ergänzt, die die Namen von Gefallenen und anderweitig Verstorbenen sowie Vermissten des Ersten Weltkriegs aufführt.